# نوینشتاین (هسن)
نوینشتاین (به آلمانی: Neuenstein) یک شهر در آلمان است که در هرسفلد-رتنبورگ واقع شده‌است. نوینشتاین ۳٬۱۵۴ نفر جمعیت دارد.